# Diabelskie Morze

Mapa jednych z możliwych lokalizacji Diabelskiego Morza

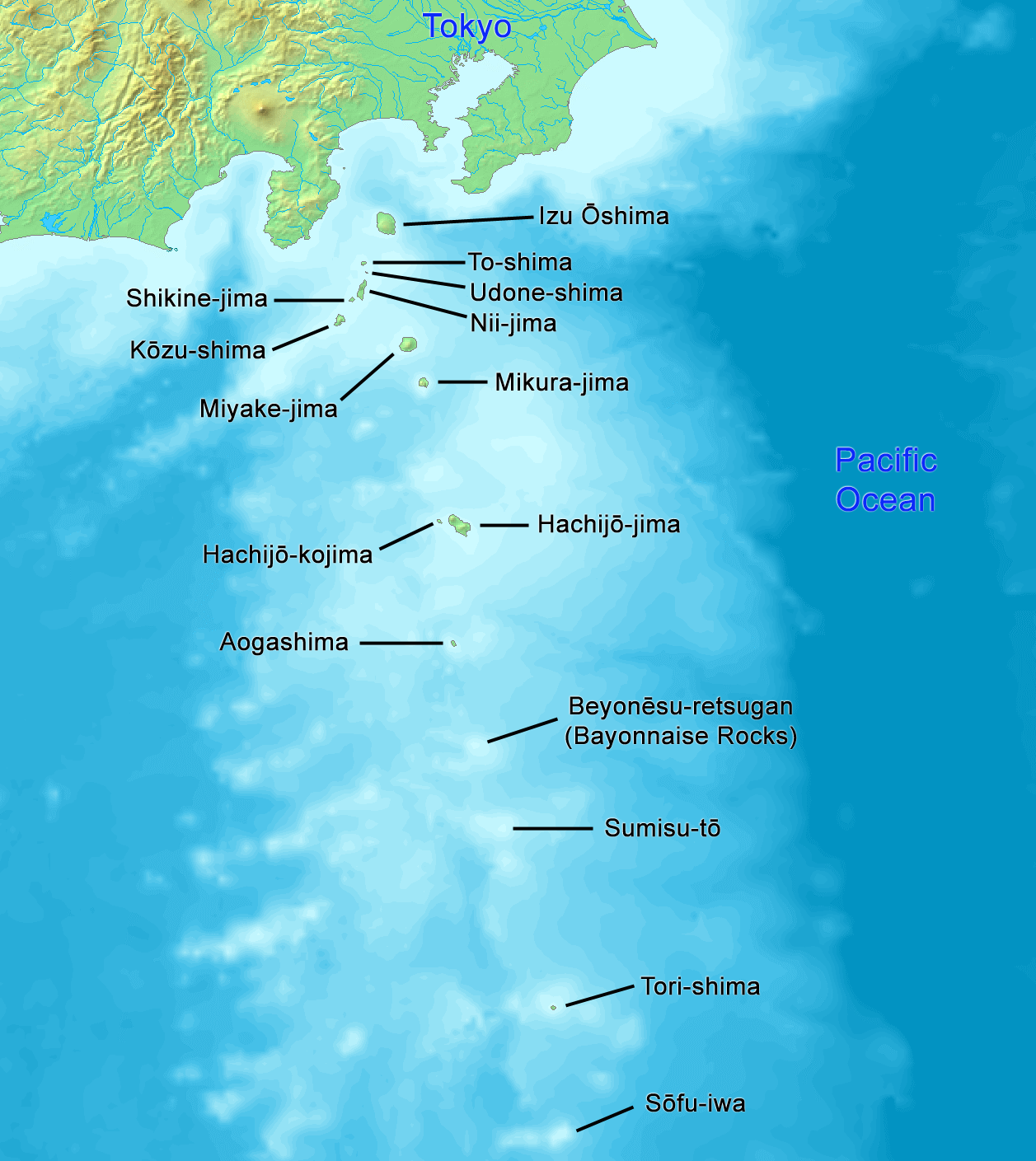
Mapa Wysp Izu – będących w centrum legendy o Diabelskim Morzu

Diabelskie Morze lub Morze Diabła (jap. 魔の海 Ma no Umi; znane również jako Diabelski Trójkąt, Trójkąt Smoka, Smoczy Trójkąt, Trójkąt Formozy, Azjatycki Trójkąt Bermudzki i Pacyficzny Trójkąt Bermudzki) – nazwa obszaru Pacyfiku na południe od Tokio, mniej więcej między południowym krańcem Japonii, wyspą Guam i Filipinami (dokładna lokalizacja i rozmiar regionu są kwestionowane), uważane za miejsce wystąpień zjawisk paranormalnych. 

## Legenda Diabelskiego Morza
W legendzie i kulturze popularnej, Diabelskie Morze, podobnie jak Trójkąt Bermudzki, jest przedstawiane jako miejsce wystąpień licznych tajemniczych incydentów, takich jak niewyjaśnione zaginięcia statków morskich i powietrznych, które mają się zdarzać głównie na obszarze pomiędzy wyspą Miyake a Iwo Jimą.
W sierpniu 1945 roku pod koniec wojny na obszarze Diabelskiego Morza zaginął japoński myśliwiec Mitsubishi A6M „Zero”. Ostatnia wiadomość radiowa jego pilota, Shiro Kawamota, brzmiała: „... Coś się dzieje na niebie... Niebo się otwiera...”.
4 stycznia 1955 roku stracono kontakt radiowy z japońskim okrętem Shinyo Maru 10 (第十伸洋丸) w pobliżu Mikura-jima. Japońska prasa zaczęła określać to miejsce mianem ma no umi. Gazeta Yomiuri Shimbun opublikowała mapę Morza zaznaczonymi punktami miejsc, w których zaginęło w ostatnich latach kilka innych statków. Artykuł stwierdził, że jednostki te zostały utracone w obszarze, które Biuro Straży Przybrzeżnej Jokohamy sklasyfikowało jako obszar szczególnego zagrożenia.
W Stanach Zjednoczonych dziennik The New York Times przedstawił ten incydent terminem „The Devil's Sea”, gdzie dziewięć statków przepadło przy idealnej pogodzie. Yomiuri Shimbun opisała rozmiar ma no umi w następujący sposób: „Od wysp Izu do wschodu od wysp Ogasawara; około 200 mil ze wschodu na zachód i około 300 mil z północy na południe, gdzie w ciągu ostatnich pięciu lat utracono dziewięć statków”. Jednak dwa z dziewięciu statków zostały utracone w pobliżu Miyake-jima i Iwo Jimy, oddalonych od siebie o około 750 mil.
W 1974 roku amerykański pisarz zajmujący się zjawiskami paranormalnymi, Charles Berlitz opisał Diabelskie Morze w swojej książce The Bermuda Triangle. Berlitz twierdził, że „w latach 1950–1954 na tym regionie zaginęło bez śladu dziewięć statków razem ze swoimi załogami; W 1955 roku rząd japoński wysłał w morze jednostkę Kaiyo Maru 5 w celu zbadania niewyjaśnionych strat, ale ten statek również zaginął”. „Po tym incydencie japońskie władze uznały obszar za strefę niebezpieczną”.
W 1989 roku Berlitz w swojej innej książce The Dragon's Triangle stwierdził, że Diabelskie Morze jest też nazywane Smoczym Trójkątem. W książce tej Berlitz opisał przypadek pięciu japońskich okrętów wojskowych, które miały zaginąć podczas manewrów w pobliżu japońskich wybrzeży na początku 1942 roku.